# Waichi Tsutaka
Waichi Tsutaka (津高 和一, Tsutaka Wa'ichi) est un peintre abstrait japonais du XXe siècle, né en 1911 à Naniwa (arrondissement d'Osaka) et mort en 1995 lors du séisme de Hanshin-Awaji à Nishinomiya.

## Biographie
Il fait des études au Centre d'Art occidental Nakanoshima d'Osaka de 1942 à 1944. Puis il voyage à l'étranger, tout d'abord au Canada, aux États-Unis, en Amérique centrale et Amérique du Sud en 1959-1960, puis en Italie, Suisse France et Angleterre en 1962-1963.
À partir de 1947, il participe à de nombreuses expositions collectives :
- en 1956, Six Artistes Japonais Contemporains à l'Institut Smithsonian de Washington ;
- en 1957 et 1959, à la Biennale de São Paulo :
- en 1960, Exposition Internationale du prix Guggenheim à New York, où il reçoit le prix ;
- en 1961, Peintures japonaises contemporaines à l'Académie des arts de Berlin ;
- en 1963, Art Abstrait du Japon Contemporain au Musée d'art moderne de Tokyo ;
- en 1962-1963, 1973, 1981 et 1982, Musée d'art moderne de Tokyo ;
- en 1970, Trois Pionniers de la peinture abstraite dans le Japon du XXe siècle exposition itinérante aux États-Unis avec Okada Kenzo et Toko Shinoda ;
- en 1983, Foire d'Art contemporain d'Osaka ; etc.

Depuis 1950, il montre ses œuvres dans des expositions personnelles à Osaka, Tokyo, Hamamatsu, Hiroshima, Kōbe, São Paulo et autres villes étrangères. En 1962, il écrit : « Dans mon travail j'utilise exclusivement la brosse. Elle me permet d'exprimer mon intensité et le poids de mes sentiments. Je ne fais jamais de croquis sur la toile. je fais face à ma toile blanche et je laisse ma brosse me guider pour la pénétrer. Il me devient impossible de peindre si j'ai la moindre idée préconçue. Lorsque l'esprit et le corps sont en harmonie, on peut commencer à peindre parce qu'on est incapable de les dissocier. C'est pour moi le point de non-retour, et le peintre peut à ce moment réaliser une vraie création ».
Il reçoit commande pour la décoration murale de plusieurs édifices tels que le Centre de Santé Nishinimiya de Hyogo en 1955, le théâtre Kansai de Kōbe en 1956, le Kobe Branch Building et la Compagnie d'Électricité de Kansai en 1964 et il dessine un relief mural pour l'Institut d'études supérieures Shiobara à Kōbe.

## Musées
Ses œuvres sont conservées dans différents musées :
- Musée d'Art à Fukuoka ;
- Musée d'Art Moderne de Hyogo ;
- Musée d'Art de la préfecture à Kōbe ;
- Musée National d'Art Moderne à Mexico ;
- Musée d'art Moderne de New York ;
- Musée National d'Osaka ;
- Musée d'Art Moderne de São Paulo.